# Organek
Ørganek, писане також Organek – польський музичний гурт, що грає в стилі альтернативний рок. Заснований Томашем Органком в 2013 році. До складу гурту входять басист Adam Staszewski, перкусист Robert Markiewicz і клавішник Tomasz Lewandowski.

## Дискографія
Альбоми
| Tytuł          | Дані альбому                                           | Позиція в списку | Продажі         | Сертифікат             |
| Tytuł          | Дані альбому                                           | POL              | Продажі         | Сертифікат             |
| -------------- | ------------------------------------------------------ | ---------------- | --------------- | ---------------------- |
| Głupi          | - Дата: 12 травня 2014 - Видавець: Mystic Production   | 7                | - POL: 30 тис.+ | - POL: platynowa płyta |
| Czarna Madonna | - Дата: 4 листопада 2016 - Видавець: Mystic Production | 3                | - POL: 15 тис.+ | - POL: złota płyta     |

Сингли
| „Nie lubię”                                  | 2014 | – | – | – | Głupi          |
| „Kate Moss”                                  | 2014 | – | 1 | 2 | Głupi          |
| „Mississippi w ogniu”                        | 2016 | 1 | – | 1 | Czarna Madonna |
| „–” означає, що сингл не знаходивя в списку. |      |   |   |   |                |

Інші вагомі пісні
| „Ta nasza młodość”                           | 2014 | 10 | 21 | –  | –              |
| „Głupi ja”                                   | 2014 | 4  | –  | –  | Głupi          |
| „O, matko!”                                  | 2015 | 3  | –  | 16 | Głupi          |
| „Italiano”                                   | 2015 | 3  | –  | 26 | Głupi          |
| „Wiosna”                                     | 2017 | 1  | –  | 1  | Czarna Madonna |
| „Ultimo”                                     | 2017 | 2  | –  | 1  | Czarna Madonna |
| „–” означає, що пісня не знайшлась в списку. |      |    |    |    |                |